# Busene Have
Busene Have er et område i form af en mindre lund helt ude ved kysten på den sydøstligste del af Møn.
På stedet har tidligere ligget fiskerlejet Brøndehøje, som nævnes første gang 1250 (Bryndhøe). Byen blev af det danske kancelli i 1541 nævnt som et af de fire vigtigste sildemarkeder i Danmark. Byen gik tilbage sammen med sildefiskeriet fra 1580-erne, og da Brøndhøje blev skyllet bort ved en storm i 1625, blev den ikke genopbygget.
I området er også den menneskeskabte Skansen, som første gang nævnes 1658. Stedet er en kreds omgivet af en vold med en sti, der går i en spiral opad, og hvor der i det indre er et plateau. Der er formentlig tale om et forsvarsanlæg, men  muligvis har stedet også tjent andre formål. I området ligger 8 bronzealderhøje og flere bautasten samt en besynderlig 4 x 10 meter stor stensætning.
En landmand i Busene Have fandt i 1930'erne tre små bronzegenstande. I forbindelse med store sten ved en høj lå en pincet, en ragekniv med guldtrådsbevikling på grebet samt en større kniv. Nationalmuseet fik 1973 kendskab til gravfundet, efter at landmandens enke havde foræret det til en 12-årig dreng i nærheden. Gravhøjen, som ikke tidligere havde været registreret, var stærkt afpløjet, og næsten hele højens indre var udfyldt af et hønsehus, som var opført på resterne af en gammel vindmølle.